# Niger i olympiska sommarspelen 2016
Niger deltog med sex deltagare vid de olympiska sommarspelen 2016 i Rio de Janeiro. Totalt vann de en silvermedalj.

## Medaljer
| Medalj | Namn            | Sport     | Gren             |
| ------ | --------------- | --------- | ---------------- |
| Silver | Abdoul Issoufou | Taekwondo | Herrarnas +80 kg |

## Friidrott
Förkortningar
- Notera– Placeringar avser endast det specifika heatet.
- Q = Tog sig vidare till nästa omgång
- q = Tog sig vidare till nästa omgång som den snabbaste förloraren eller, i fältgrenarna, genom placering utan att nå kvalgränsen
- NR = Nationellt rekord
- N/A = Omgången fanns inte i grenen
- Bye = Idrottaren behövde inte tävla i omgången

Bana och väg
| Idrottare                | Gren                | Heat     | Heat      | Semifinal        | Semifinal        | Final            | Final            |
| Idrottare                | Gren                | Resultat | Placering | Resultat         | Placering        | Resultat         | Placering        |
| ------------------------ | ------------------- | -------- | --------- | ---------------- | ---------------- | ---------------- | ---------------- |
| Ousseini Djibo           | Herrarnas 400 meter | 50,06    | 8         | Gick inte vidare | Gick inte vidare | Gick inte vidare | Gick inte vidare |
| Mariama Mahamatou Itatou | Damernas 400 meter  | 54,32    | 6         | Gick inte vidare | Gick inte vidare | Gick inte vidare | Gick inte vidare |

## Judo
| Idrottare    | Gren                     | Omgång 1             | Omgång 2                  | Omgång 3             | Kvartsfinaler        | Semifinaler          | Återkval             | Final / BM           | Final / BM       |
| Idrottare    | Gren                     | Motståndare Resultat | Motståndare Resultat      | Motståndare Resultat | Motståndare Resultat | Motståndare Resultat | Motståndare Resultat | Motståndare Resultat | Placering        |
| ------------ | ------------------------ | -------------------- | ------------------------- | -------------------- | -------------------- | -------------------- | -------------------- | -------------------- | ---------------- |
| Ahmed Goumar | Herrarnas lättvikt −73kg | Bye                  | Delpopolo (USA) L 000–100 | Gick inte vidare     | Gick inte vidare     | Gick inte vidare     | Gick inte vidare     | Gick inte vidare     | Gick inte vidare |

## Simning
| Idrottare        | Gren                  | Heat       | Heat      | Semifinal        | Semifinal        | Final            | Final            |
| Idrottare        | Gren                  | Tid        | Placering | Tid              | Placering        | Tid              | Placering        |
| ---------------- | --------------------- | ---------- | --------- | ---------------- | ---------------- | ---------------- | ---------------- |
| Albachir Mouctar | Herrarnas 50 m frisim | 26,56 0NR0 | 70        | Gick inte vidare | Gick inte vidare | Gick inte vidare | Gick inte vidare |
| Roukaya Mahamane | Damernas 50 m frisim  | 35,60 0NR0 | 83        | Gick inte vidare | Gick inte vidare | Gick inte vidare | Gick inte vidare |

## Taekwondo
| Idrottare             | Gren             | Åttondelsfinaler     | Kvartsfinaler        | Semifinaer           | Återkval             | Final                | Final     |
| Idrottare             | Gren             | Motståndare Resultat | Motståndare Resultat | Motståndare Resultat | Motståndare Resultat | Motståndare Resultat | Placering |
| --------------------- | ---------------- | -------------------- | -------------------- | -------------------- | -------------------- | -------------------- | --------- |
| Abdoul Razak Issoufou | Herrarnas +80 kg | N'diaye (FRA) W 6–0  | Siqueira (BRA) W 6–1 | Sjokin (UZB) W 8–2   | Bye                  | Isajev (AZE) L 2–6   | 2         |